# Moviment Social-Cristià de Catalunya
El Moviment Social-Cristià de Catalunya (MOSCA) fou un grup polític valencianista fundat el 1960 pels universitaris Eliseu Climent, Joan Francesc Mira, Ferran Martínez i Navarro, Ferran Zurriaga i Vicent Àlvarez, als que més tard s'hi afegiren Josep Vicent Marquès i González, Alfons Cucó i Valerià Miralles. Era un grup estudiantí oposat al SEU, de caràcter antifranquista i antitotalitari, estant el MOSCA influït pel nou cristianisme del Concili Vaticà II. Editaren la revista Diàleg i van rebre suport de grups catalanistes del Principat. Intentaren organitzar una acadèmia per a captar treballadors i formar una biblioteca ambulant. El 1962 es va dissoldre i els seus membres fundaren l'Acció Socialista Valenciana.